# Escritores del convento de San Francisco (Bilbao)
Como escritores del convento de San Francisco conocemos al conjunto de escritores vascos que, entre finales del siglo XVIII y principios del XIX, escribieron en euskera y tuvieron relación con el convento que existía en el barrio de San Francisco de Bilbao, territorio histórico de Vizcaya.

## Historia
A pesar de que el convento que dio nombre al barrio de San Francisco se encontraba en los terrenos de la anteiglesia de Abando, desde el primer momento tuvo una vocación bilbaína, y prueba de ello son los intentos realizados desde 1506 para superar el río Ibaizábal y enlazar con la villa a través de un puente, a pesar de la oposición de las autoridades de Bilbao. 

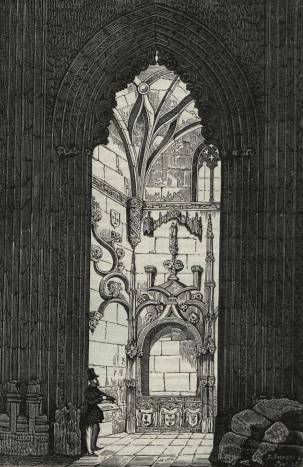
Convento de San Francisco, Bilbao, 1853

### Convento de San Francisco
El Convento de San Francisco fue uno de los edificios religiosos más importantes del País Vasco a finales de la Edad Media. La Orden Franciscana estuvo situada en los alrededores de San Mamés de Abando, desde por lo menos 1447, hasta que en 1475, y para acercarse a la villa de Bilbao, consiguieron una bula del Papa Sixto IV, gracias a la cual se puso en marcha la nueva fundación. 
Las obras de la capilla mayor se iniciaron en 1501 en los terrenos cedidos por Juan Arbolancha y Elbira Basabe, y finalizaron en 1537. A partir de 1539 tuvo el privilegio de ostentar el escudo del emperador Carlos V, siendo conocido con el nombre de Convento Imperial de San Francisco. 
Fue desalojado y vuelto a ocupar varias veces a lo largo de su historia, como cuando José I Bonaparte abolió las órdenes religiosas en 1809 o en 1834, por su apoyo la causa carlista. En muy mal estado debido al paso de los años y el abandono, el convento fue derribado en 1856 y en su lugar se construyó, en 1865, un cuartel bautizado como Príncipe Alfonso. El cuartel estuvo en pie hasta 1930, cuando fue derribado. En su lugar encontramos hoy la plaza del Corazón de María. Las excavaciones realizadas entre 2006 y 2010 permitieron recuperar parte de los cimientos pertenecientes al convento, identificando principalmente las estructuras de la iglesia, claustro y sala de terciarios. 

## Los escritores
Según Jon Kortazar, doctor en filología vasca y catedrático de literatura vasca, en torno al convento de San Francisco y su colegio se creó el primer grupo de escritores vascos en euskera. No todos los que por allí pasaron vivieron al mismo tiempo, ni fue un grupo homogéneo, pero el haber obtenido su educación y formación en el mismo lugar se convierte en su nexo de unión. Juan Mateo Zabala es el único integrante nacido en Bilbao, mientras que la mayoría procedía de diferentes pueblos de Bizkaia. Con el tiempo, abandonaron Bilbao y se trasladaron a otros lugares. 

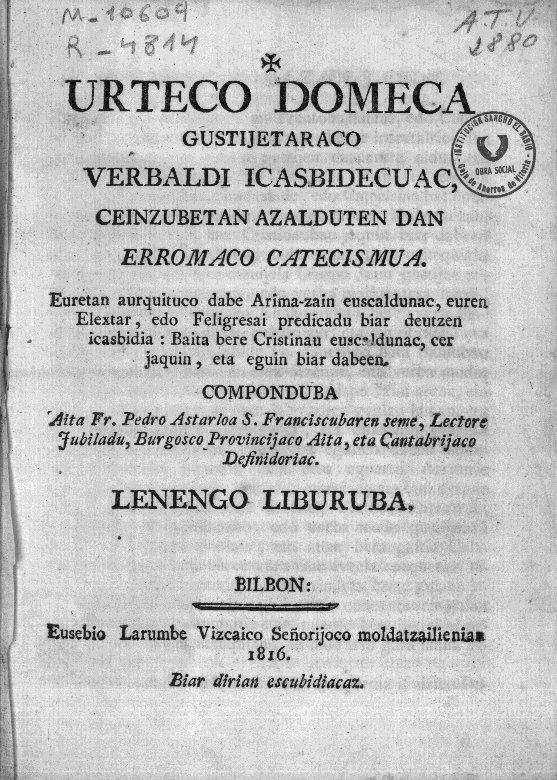
Urteko Domeka, 1816

### Pedro Antonio Añibarro(Villaro, 1748-1830)
Pedro Antonio Añibarro Ugalde (que según algunas fuentes nació en Miravalles),  es considerado junto con Juan Antonio Mogel el padre de la literatura vizcaína. Ingresó en el convento de Abando en 1764 y se ordenó sacerdote en 1772. En 1790 fue admitido en el Colegio Misionero de Zarauz, donde permaneció hasta su muerte. 

### Fray Pedro Astarloa (Durango1751-1821)
Pedro José Patricio Astarloa Agiurre fue un fraile franciscano y escritor vasco. En 1766 ingresó en el convento de San Francisco de Abando. En 1804 lo encontramos siendo el superior del convento, y en sus últimos años llegó a ser Padre Provincial de Cantabria. Según sus propias palabras fue Lector Jubilado, Padre de la Provincia de Burgos y Definidor de Cantabria.

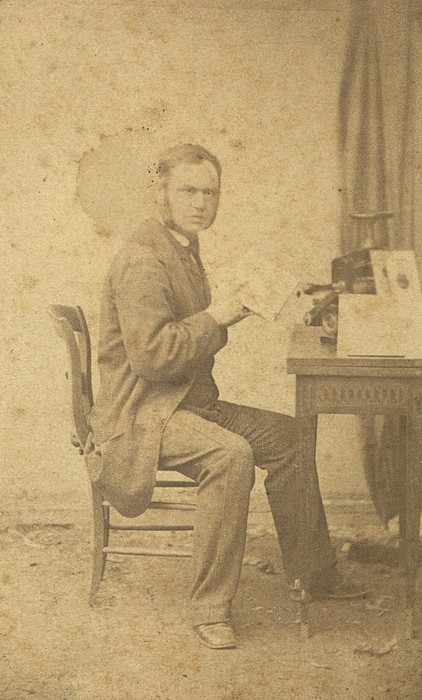
Eusebio Azcue

### Juan Mateo Zabala (Bilbao, 1777-1840)
Juan Mateo Zabala Zabala ingresó a la orden franciscana en 1792 y se convirtió en sacerdote en 1803. En 1815 ingresó en el convento franciscano de Zarauz hasta su fallecimiento, siendo su superior de 1826 a 1839. 

### José Antonio Uriarte (Arrigorriaga, 1812-1869)
José Antonio Uriarte Adaro ingresó en los franciscanos en 1829, con 17 años, en el convento de Bermeo. Realizó sus estudios sacerdotales en Labastida (Álava) y Bilbao. En 1836 se ordenó sacerdote y en 1839 dijo su primera misa. 

### Eusebio Azkue (Lequeitio, 1813-1873)
Eusebio María de los Dolores Azkue Barrundia fue matemático, profesor de náutica y poeta. Completó sus estudios de secundaria en los franciscanos de Bilbao. Recibió en el convento formación clásica: latín, filosofía y retórica, entre otras materias. Su compañero de estudios fue José Antonio Uriarte Adaro, quien años más tarde sería el recopilador de sus poemas. 

## Villancicos
Los villancicos del convento de San Francisco se publicaron a finales del siglo XVIII, en el marco de las fiestas navideñas promovidas por Fernando VI de España. Los más antiguos conocidos son los villancicos de Martín de Oarabeitia,  organista del convento y autor de la música, que fueron publicados en 1755. Este tipo de celebraciones se repitió durante el inicio del siglo XIX y se siguieron publicando nuevas canciones.  Al ser obras sin firmar, no se sabe quiénes fueron sus creadores, pero se da por hecho que varias de ellas pertenecieron a Bizenta Mogel  y José Pablo Ulibarri.

Estos villancicos, que fueron creados entre 1755 y 1832 y se cantaban en diferentes iglesias de Bilbao, son, según el estudioso de la literatura popular vasca y académico de la Real Academia de la Lengua Vasca Antonio Zabala, el origen del fenómeno de los bertso-paperak, modalidad del versolarismo en la que los versos se editaban en octavillas.  
Nay duen ezquero Sein ederrac,
Arzaien trajean etorri,
Canta dezagun, Arzai onac,
Tonadilla ederrori.
Erdu, erdu nere lagunac,
Guacen, guacen Belenera,
Yzar ederbat dago an eta,
Utzi dezagun naguia.

 (Principio del villancico de 1755) 